# کلاه‌قرمزی و سروناز
کلاه‌قرمزی و سروناز فیلمی ایرانی به کارگردانی ایرج طهماسب و محصول سال ۱۳۸۱ است. این فیلم پس از فیلم‌های کلاه‌قرمزی و پسرخاله (۱۳۷۳)، یکی بود یکی نبود (۱۳۷۹) و دختر شیرینی‌فروش (۱۳۸۰) چهارمین فیلم بلند ایرج طهماسب در مقام کارگردان است
کلاه‌قرمزی و سروناز با میانگین بهای بلیت ۵۵۰ تومان موفق شد نزدیک به ۵۵۰ میلیون تومان به‌عنوان پرفروش‌ترین فیلم سال هم دست یابد.

## خلاصهٔ داستان
کلاه قرمزی پس از سال‌ها مردود شدن، بالاخره در امتحانات مدرسه‌اش قبول می‌شود و به عنوان شاگرد ممتاز مدرسه معرفی می‌شود؛ طوری که حتی تصویرش از تلویزیون نیز پخش می‌گردد. حالا بنا به قولی که داده شده آقای مجری باید برایش یک دوچرخه بخرد ولی او توانایی مالی ندارد. در همین زمان تلفنی از سوی عموی کلاه قرمزی که قرمزی بزرگ نام دارد، به او می‌شود و کلاه قرمزی را همراه آقای مجری و نرگس به منزل مجللش دعوت می‌کند. در آن دیدار عموی کلاه قرمزی یک دوچرخه با ارزش به او هدیه می‌دهد. اما چندی بعد در جریان یک دزدی از منزل آقای مجری و نرگس که کلاه قرمزی نزد آن‌ها زندگی می‌کند، دوچرخه او نیز به سرقت می‌رود. پس از آن کلاه قرمزی از خانه قهر می‌کند و پیش عمویش می‌رود. کلاه قرمزی دوچرخه را در خانه عمو نزد مشاورش اژدر می‌بیند که توسط سارقان به وی تحویل داده می‌شود. اژدر کم‌کم کلاه قرمزی را در منزل قرمزی بزرگ به عنوان یک مزاحم می‌بیند. مزاحمی که خیلی زود وجود شخص دیگری در آن منزل به نام سروناز را کشف می‌کند که بنا به توطئه اژدر از پدرش یعنی همان عموی کلاه قرمزی، دور نگه داشته می‌شود. کلاه قرمزی سروناز را نزد عمو می‌آورد ولی اژدر با کمک همان سارقان برای سر به نیست کردن کلاه قرمزی، او و سروناز را می‌دزدند. آقای مجری و نرگس و پسرخاله هم برای کشف موضوع به خانه عمو می‌آیند. کلاه قرمزی که با اقدامات خود سارقان را عاجز کرده‌است، به اژدر عودت داده می‌شود و حالا همگی برای نجات سروناز به دنبال اژدرخان می‌روند. در محل درگیری کلاه قرمزی توسط اژدر به گروگان گرفته می‌شود ولی بالاخره آقای مجری او را از چنگ اژدر نجات می‌دهد و توطئه اژدر برای تصاحب ثروت عموی کلاه قرمزی بی‌نتیجه می‌ماند. قرمزی بزرگ با حضور کلاه قرمزی و سروناز و آقای مجری و پسرخاله جشن تولدش را برگزار می‌کند.

## بازیگران
| بازیگر          | نقش              | توضیحات                     |
| --------------- | ---------------- | --------------------------- |
| ایرج طهماسب     | ایرج (آقای مجری) | پدر کلاه قرمزی و همسر نرگس  |
| فاطمه معتمدآریا | نرگس             | مادر کلاه قرمزی و همسر ایرج |
| رضا فیض نوروزی  | اژدر             | مستخدم قرمزی بزرگ           |
| رضا عطاران      | چنگیز            | دزد                         |
| خسرو احمدی      | تیمور            | دزد                         |
| رویا امینیان    | خانم سلطانی      | خدمتکار خانهٔ قرمزی بزرگ     |
| سام دولتی       | پسر خانم سلطانی  | خدمتکار خانهٔ قرمزی بزرگ     |
| مهدی باطنی      | آقای مدیر        | مدیر مدرسه                  |
| حسین کلانتر     | شاگرد نانوا      |                             |
| ناصر جبلی       | بستنی فروش       |                             |
| محمد دشتی       | میوه فروش        |                             |
| عطاالله مقدسی   | سرکار            | پلیس                        |
| محمدرضا گودرزی  | گوینده اخبار     | در تلویزیون                 |
|                 |                  |                             |

### شخصیت‌های عروسکی
| شخصیت          | صداپیشه         |
| -------------- | --------------- |
| کلاه قرمزی     | حمید جبلی       |
| سروناز         | فاطمه معتمدآریا |
| قرمزی خان بزرگ | حمید جبلی       |
| پسرخاله        | حمید جبلی       |